# Gébuin
Gébuin (Saint Jubin) est un archevêque de Lyon ayant siégé de 1077 à 1082.

## Histoire
Originaire de Lorraine, il est chanoine de Langres en 1059 et archidiacre en 1068.
Il succède à Humbert II en 1077, soutenu par le légat du pape et futur successeur Hugues de Die, et est canoniquement élu lors d'un concile réuni à Autun par les représentants de l'Église de Lyon.
En 1079, il fait un voyage à Rome et reçoit du pape Grégoire VII une bulle du 19 avril 1079 qui accorde (ou confirme) la primatie de l'archevêque lyonnais sur les quatre provinces ecclésiastiques de Lyon, Sens, Rouen et Tours. Lors de ce même voyage, Gébuin obtient le 20 avril une lettre enjoignant aux chanoines de la ville de se réformer en renonçant aux biens de l'Église qu'ils avaient injustement acquis. Cette réforme n'aboutit que partiellement, les chanoines de la cathédrale Saint-Jean mettant en place le système de l'obéance.
Vers 1080, Gébuin donne l'église de la Boisse, avec toute sa paroisse, et ses deux chapellenies de Montluel et de Girieu et l'église Saint-Étienne de Montluel, à l'ordre de Saint-Ruf, qui y établit un prieuré. La même année, il donne  l'église de Saint-Oyen de Meillonnas, qui dépendait originairement de la manse archiépiscopale de Lyon, aux religieux de l'église Saint-Pierre de Mâcon.

## Postérité
Mort le 18 avril 1082, Il est fêté saint catholique  le 18 avril.